# NGC 4396
NGC 4396 é uma galáxia espiral (Scd) localizada na direcção da constelação de Coma Berenices. Possui uma declinação de +15° 40' 16" e uma ascensão recta de 12 horas, 25 minutos e 59,2 segundos.
A galáxia NGC 4396 foi descoberta em 20 de Abril de 1865 por Heinrich Louis d'Arrest.